# Nomada bicrista
Nomada bicrista är en biart som beskrevs av Swenk 1913. Nomada bicrista ingår i släktet gökbin, och familjen långtungebin. Inga underarter finns listade i Catalogue of Life.